# Кибернетический центр
Кибернети́ческий центр (Кибце́нтр) — научно-исследовательский центр НАН Украины, объединяющий институты, занимающиеся проблематикой программирования, высокопроизводительных вычислений, информационных технологий, космических исследований и т. д.
Расположение (основное) — в Голосеевском районе Киева, жилой массив Теремки (проспект академика Глушкова). Рядом находится станция метро «Теремки».
В Кибернетический центр НАН Украины на 2025 год входят:
- Институт кибернетики имени В. М. Глушкова НАН Украины (базовое учреждение);
- Институт проблем математических машин и систем НАН Украины;
- Институт программных систем НАН Украины[укр.][1];
- Институт космических исследований НАН Украины и ГКА Украины[2];
- Международный научно-учебный центр информационных технологий и систем НАН Украины и МОН Украины[укр.][3];
- Институт прикладного системного анализа МОН Украины и НАН Украины[4][5].